# Lepidion
Los lepidion son las especies del género Lepidion, peces de la familia de los móridos, de amplia distribución mundial.

## Especies
Existen 9 especies válidas dentro de este género, que son:
- Lepidion capensis (Gilchrist, 1922)
- Lepidion ensiferus (Günther, 1887)
- Lepidion eques (Günther, 1887)
- Lepidion guentheri (Giglioli, 1880)
- Lepidion inosimae (Günther, 1887)
- Lepidion lepidion (Risso, 1810) - Barraca
- Lepidion microcephalus (Cowper, 1956)
- Lepidion natalensis (Gilchrist, 1922)
- Lepidion schmidti (Svetovidov, 1936)